# Laclaverie
Pour l’article homonyme, voir Lasclaveries.
Laclaverie est une ancienne commune du Gers. Le 11 avril 1821, elle est rattachée, avec Verduzan, à la commune du Castéra-Vivent, ainsi renommée Castéra-Verduzan. Aujourd'hui, un lieu-dit subsiste.

## Géographie

### Localisation
Laclaverie se situe en Gascogne, dans le pays d'Auch, au sein de la commune de Castéra-Verduzan.

## Histoire
En 1801, la commune passa du canton de Saint-Puy au canton de Valence. En 1831, Laclaverie est fusionnée au sein de la commune du Castéra-Vivent. En 2014, Castéra-Verduzan est transférée au canton de Baïse-Armagnac.

## Population et société

### Démographie
| 1793 | 1800 | 1806 | 1821 |
| ---- | ---- | ---- | ---- |
| 50   | 39   | 63   | 54   |

## Culture et patrimoine

### Lieux et monuments
- Ancienne commanderie de Laclaverie des Hospitaliers de l'ordre de Saint-Jean de Jérusalem
- Chapelle Saint-Georges[4], située à la Commanderie

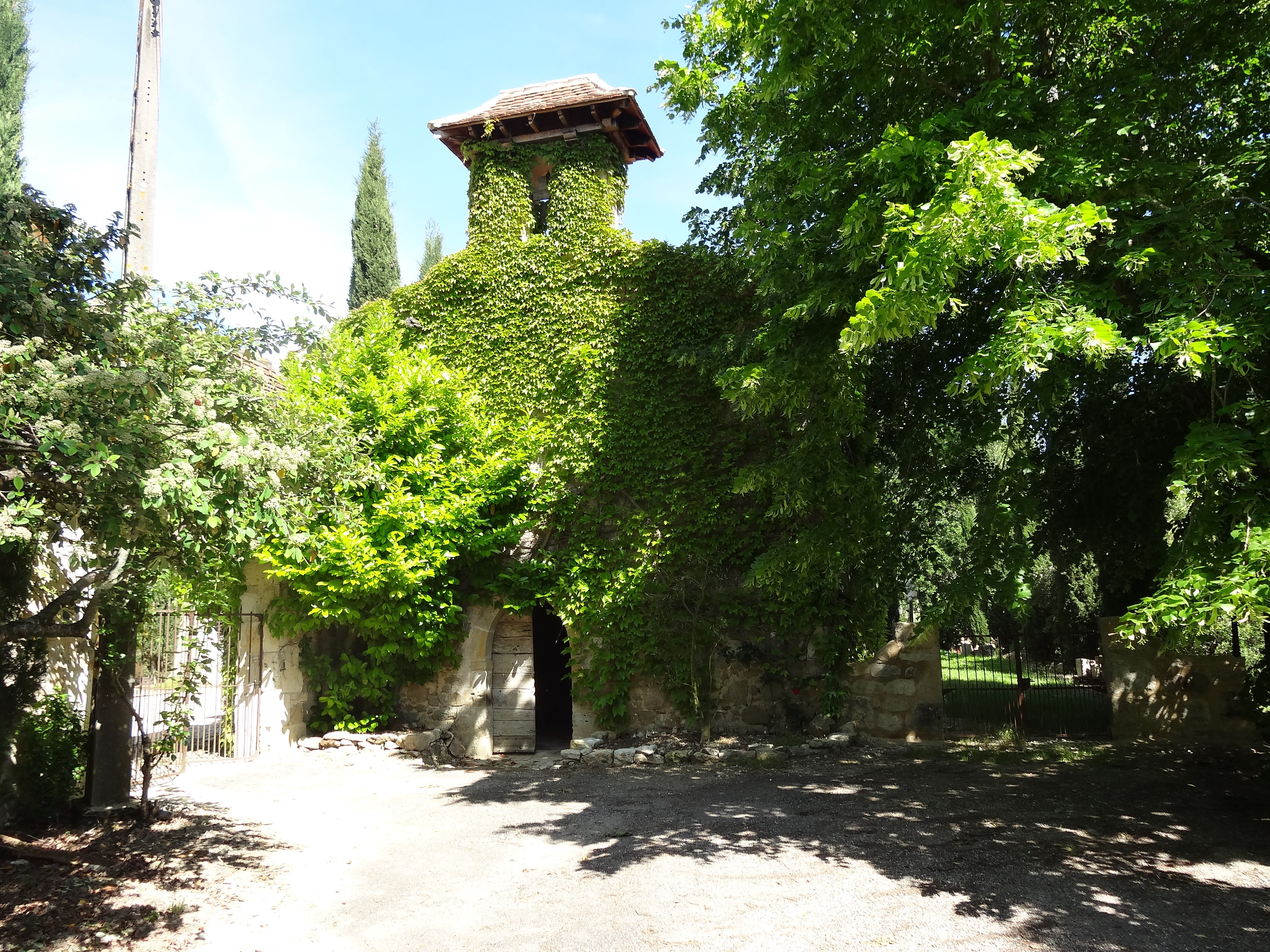
Chapelle de la Commanderie.